# Elisabeth Schneider-Schneiter

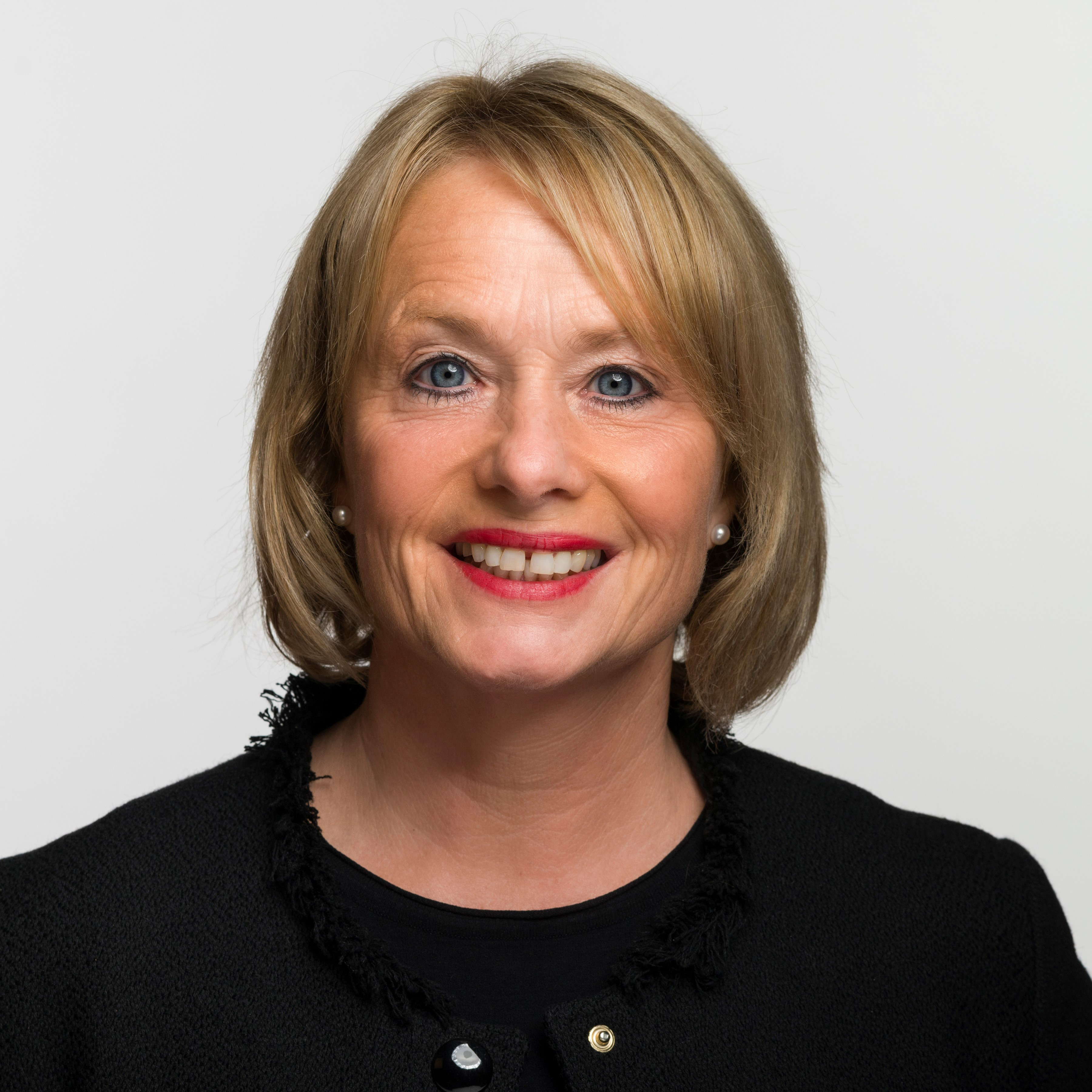
Elisabeth Schneider-Schneiter (2020)

Elisabeth Schneider-Schneiter (* 19. Februar 1964 in Basel; heimatberechtigt in Basel, Lenzburg und Schwendibach) ist eine Schweizer Politikerin (Die Mitte, vormals CVP).

## Leben
Von Beruf Juristin, gehörte sie seit 1999 dem Landrat des Kantons Basel-Landschaft an, den sie im Amtsjahr 2006/07 auch präsidierte. Von 2007 bis 2010 stand sie der CVP/EVP-Fraktion im Landrat vor. Am 29. November 2010 rückte sie für die zurückgetretene Kathrin Amacker in den Nationalrat nach. Seitdem ist sie Mitglied der Aussenpolitischen Kommission des Nationalrats, den sie vom 27. November 2017 bis am 1. Dezember 2019 präsidierte. Von 2011 bis 2015 war sie auch Mitglied der Kommission für Wissenschaft, Bildung und Kultur. Vom 2. Dezember 2019 bis am 26. Januar 2020 war sie Mitglied der Parlamentarierdelegation beim Europarat.
Der Parteitag der CVP Baselland vom 18. Oktober 2018 nominierte die 54-Jährige zuhanden der Findungskommission der CVP Schweiz als Kandidatin für die Nachfolge von Bundesrätin Doris Leuthard. Die Regierungen von Basel-Stadt und Basel-Landschaft unterstützten die Kandidatur von Elisabeth Schneider-Schneiter und forderten einen Sitz für die Region Basel im Bundesrat. Am 16. November 2018, nach der Anhörung aller vier Kandidierenden, entschied die CVP-Fraktion für die Bundesratswahl ein Zweierticket mit der Walliser Nationalrätin Viola Amherd und der Urner Regierungsrätin Heidi Z’graggen zu präsentieren.
Schneider-Schneiter ist Mitglied im Parteipräsidium der Mitte, Präsidentin der Handelskammer beider Basel, Verwaltungsratspräsidentin der Raiffeisenbank Basel und Vorstandsmitglied der Economiesuisse. Sie wohnt in Biel-Benken, ist verheiratet und Mutter zweier Kinder.